# Марценюк Валерій Пантелеймонович
Марценюк Валерій Пантелеймонович — український письменник, журналіст, науковець.

## Початок біографії
Валерій Пантелеймонович Марценюк народився 18 березня 1949 року в селі Іванівка Підволочиського району нині Тернопільського району Тернопільської області в родині сільського вчителя. В 1964 році закінчив восьмирічну школу у селі Витава (тепер місто Гнівань) Тиврівського району Вінницької області, після чого навчався у Львівському електротехнікумі зв'язку з спеціальності «районний електрозв'язок і радіомовлення». По закінченні технікуму проходив військову службу радіотелеграфістом роти зв'язку Прикарпатського військового округу (містечко Нестерів (тепер Жовква) на Львівщині).

## Робота та навчання
З 1970 по 1974 рік працював електромеханіком і інженером на підприємствах міста Вінниці (міська АТС, підприємство електромереж). У 1970 році вступив на вечірній факультет за фахом «радіотехніка» Вінницького політехнічного інституту. В 1974 році переїхав у обласне місто Миколаїв та перевівся на заочне відділення Одеського електротехнічного інституту зв'язку на спеціальність «радіозв'язок і радіомовлення». З 1974 по 1980 рік працював у конструкторському бюро «Черноморсудопроект», а потім у ПКБ «Електрогідравліки» конструктором 3-ї категорії й старшим інженером. В 1977 році закінчив навчання в Одеському інституті зв'язку, а в 1979—1984 році навчався у заочній аспірантурі інституту кібернетики імені В. М. Глушкова АН УРСР.

## Науково-педагогічна робота
В 1980 році Валерій Марценюк повернувся у місто Вінниця і з цього часу більше тридцяти років працював у Вінницькому національному технічному університеті (ВНТУ, раніше ВПІ, ВДТУ) на посадах старшого наукового співробітника, завідувача науково-технічним сектором, завідувача науково-технічним відділом, головного конструктора науково-технічного напрямку СКТБ «Модуль». Після захисту дисертації кандидата технічних наук працював на посадах старшого викладача й доцента кафедрb прикладної математики, обчислювальної техніки (c 1985 по 1993 рік — за сумісництвом). З 2005 року до 2009 року працював на посаді доцента кафедри захисту інформації ВНТУ. За час роботи опублікував більш як 100 наукових і науково-методичних праць.

## Журналістська діяльність
Публіцистична діяльність Валерія Марценюка розпочалась у 2002 році реєстрацією та виданням загальноукраїнської суспільно-інформаційної газети під назвою «Радіоінформ». На посаді головного редактора цієї газети він опублікував декілька десятків публіцистичних статей по тематиці газети. У 2008 році В.Марценюк став членом Національної спілки журналістів України.

## Громадська діяльність
У 2013 році Валерій Марценюк був обраний членом, а у 2014 році головою Ради громадської організації «Вінницьке обласне відділення Ліги радіоаматорів України». У 2016 році він зареєстрував громадську організацію «Вінницький обласний спортивно-технічний радіоклуб» та був обраний головою цієї організації. У 2017—2018 роках обирався до складу громадської ради Вінницької обласної державної адміністрації Вінницька ОДА. Брав участь у розробці та реалізації Обласної Програми з національно-патріотичного виховання дітей і учнівської молоді на 2017—2020 роки.

## Художні книги
У 2004 році Валерій Марценюк видав історико-біографічну повість «Над Бугом-рікою» свого батька Пантелія Івановича Марценюка, який прожив довге й насичене історичними подіями життя. У 2005 році Валерій Марценюк написав та видав другу частину книги «Над Бугом-рікою», у якій продовжив опис історичної канви життя родини Марценюків. Після роботи над цими двома книгами були написані та видані і інші художні твори.

### Помста привида
У 2005 році у видавництві «Діло» (місто Вінниця) вийшла з друку перша книга Валерія Марценюка із серії детективів містичного спрямування під назвою «Помста привида». У цій книзі автор зробив спробу описати та метафізично обґрунтувати можливість та наявність певної форми життя опісля так званого переходу людської сутності «по той бік смерті». Сюжетна лінія книги використовує відомі історико-метафізичні джерела, що містять свідчення про життя після смерті та викладає  детективну історію життя і смерті лікаря Миколи Демчука.

### Трагічна любов отамана Артема
Наступна книга Валерія Марценюка під назвою «Трагічна любов отамана Артема» була видана у 2010 році видавництвомі «Радіоінформ». Книга продовжила історичну лінію творчості і була підготовлена за результатами дослідження доступних матеріалів по історії національно-визвольного руху 1919—1922 років на території колишнього Брацлавського повіту Подільської губернії (Тиврівський і Немирівський райони Вінницької області). Сюжетна лінія твору викладена у формі історичної повісті, за допомогою якої автор запропонував читачам своє бачення історичних і особистісних процесів у долі відомого отамана національно-визвольного руху на Брацлавщині — Артема Онищука.

### Пригоди Земного духа
У 2012 році видавництвом «Радіоінформ» видано наступну книгу Валерія Марценюка під назвою «Пригоди Земного духа». яка продовжила сюжетну лінію книги «Помста привида». У цьому творі автор запропонував своїм читачам певне осмислення процесу й особливостей існування духовної людської сутності в посмертному духовно-енергетичному світі. Герой книги, перебуваючи в цьому світі, намагається знайти своє в ньому місце, шляхом супроводу своїх дітей і родичів. Структура книги містить логічно пов'язані з основним текстом вставки, присвячені опису духовно-енергетичних світів під узагальнюючими назвами «рай» та «пекло». Окремою лінією в творі наведені історичні дослідження, що стосуються становлення особистості Ісуса Христа в періоди його життя про яких замовчує Біблія (з 13 до 30 років)..

### Вірші та розповіді радіоаматорів України
Певним відступом від сюжетної лінії попередніх творів є виданий Валерієм Марценюком у 2013 році збірника «Вірші та розповіді радіоаматорів України». На суд читачів запропоновано вірші і розповіді радіоаматорів про своє хобі опубліковані у різний час в газеті «Радіоінформ». Це своєрідна сповідь захоплених радіо людей, які не чужі звичайним людським радостям — любові, надіям на краще життя, спогадам про колишнє.

### За радянську Батьківщину
У 2016 році видавництвом «Радіоінформ» видано нову книгу Валерія Марценюка під назвою «За радянську Батьківщину», яка продовжила історичний напрямок творчості. Автор пропонує своїм читачам історичну повість, у якій розповідає про створення та діяльність у роки Вітчизняної війни на території Тиврівського району Вінницької області підпільної організації «За радянську Батьківщину». Окремою лінією у творі наведено деякі історичні дослідження, що стосуються становлення окремих аспектів життя українського села під час війни..

## Технічні книги
- 2017 — Простые радиолюбительские конструкции для работы в эфире и быта (рос.)
- 2019 — Радиолюбительские антенны для работы в эфире (рос.)
- 2020 — Усилители мощности для радиолюбителей (рос.)
- 2020 — Ваш путь в радиолюбительский эфир (рос.)